# در پایان (آلبوم)
در پایان (انگلیسی: In the End) هشتمین و آخرین آلبوم استودیویی از گروه موسیقی آلترناتیو راک ایرلندی کرنبریز است. این آلبوم در ۲۶ آوریل ۲۰۱۹ توسط بی‌ام‌جی رایتز منیج‌منت منتشر شد. این اولین و تنها انتشار گروه پس از مرگ دلارس اریوردن است که آوازش پس از مرگ نقش گسترده‌ای در آلبوم داشته‌است. سازندگان بازمانده گروه در طی سال‌های بعد دموهای او را با ضبط‌های داخل استودیو جمع‌آوری کردند و برای تهیه نهایی آلبوم با استفن استریت، تهیه‌کننده طولانی‌مدت گروه کار کردند. آلبوم با استقبال گسترده‌ای از طرف منتقدان همراه بود.